# Liste der Monuments historiques in Cassagnabère-Tournas
Die Liste der Monuments historiques in Cassagnabère-Tournas führt die Monuments historiques in der französischen Gemeinde Cassagnabère-Tournas auf.

## Liste der Bauwerke
| Bezeichnung | Beschreibung                 | Standort                | Kennzeichnung | Schutzstatus | Datum | Bild |
| ----------- | ---------------------------- | ----------------------- | ------------- | ------------ | ----- | ---- |
| Kreuz       | Errichtet im 15. Jahrhundert | Place du village (Lage) | PA00094304    | Inscrit      | 1926  |      |